# نيت جيمس (كرة سلة)
نيت جيمس (بالإنجليزية: Nate James)‏ مواليد 7 أغسطس 1977، هو مدرب كرة سلة أمريكي ولاعب سابق. بدأ مسيرته الاحترافية في سنة 2001. يدرب في تجمع ساحل الأطلسي. يبلغ طوله 6 قدم 6 بوصة (2.0 م). اعتزل اللعب في 2008. لعب مع نادي دين بوش لكرة السلة في الدوري الهولندي لكرة السلة.

## روابط خارجية
- نيت جيمس على موقع كلية كرة السلة في سبورتس رفرنس.كوم (الإنجليزية)
- نيت جيمس على موقع بروبوليرز (الإنجليزية)